# Auriac (Corrèze)
Auriac – miejscowość i gmina we Francji, w regionie Nowa Akwitania, w departamencie Corrèze.
Według danych na rok 1990 gminę zamieszkiwało 250 osób, a gęstość zaludnienia wynosiła 7 osób/km² (wśród 747 gmin Limousin Auriac plasuje się na 391. miejscu pod względem liczby ludności, natomiast pod względem powierzchni na miejscu 114.).

## Populacja

Populacja Auriac w latach 1962–2008